# طرح شهر شعاعی
طرح شهر شعاعی یا شهر ستاره‌ای توسط لوکوربوزیه (۱۸۸۷–۱۹۰۰م)، پیشنهاد گردید. در طراحی لوکوربوزیه، شهر در اطراف خطوط آهن و شاهراه‌ها که به شکل شعاعی از مرکز شهر خارج می‌شد، شکل می‌گرفت.

## ساختار طرح شهر شعاعی
در طرح شهر شعاعی، مناطق مسکونی در یک طرف خطوط آهن و شاهراه‌ها و مراکز صنعتی در طرف دیگر این خطوط قرار گرفته بود.
جابه جایی فردی در این طرح، در داخل شهر به سهولت صورت می‌گرفت، درحالیکه دسترسی اجتماعی به ندرت در نظر گرفته شده بود.